# 1993-as MTV Video Music Awards
Az 1993-as MTV Video Music Awards díjátadója 1993. szeptember 2-án került megrendezésre, és a legjobb, 1992. június 16-tól 1993. június 15-ig készült klipeket díjazta. Az est házigazdája Christian Slater volt. A díjakat a Los Angeles-i Gibson Amphitheatre-ben adták át. Ez volt Kurt Cobain utolsó megjelenése a VMA-kon.
Ebben az évben egy új kategóriát vezettek be, a Legjobb R&B videó kategóriát.
Az est legnagyobb győztese a Pearl Jam volt, akik Jeremy videója négy díjat kapott meg, köztük Az év videóját. Őket az En Vogue követi három díjjal, valamint Madonna és Peter Gabriel két-két díjjal. Minden további győztes csak egy díjjal távozott.
A legtöbbet jelölt előadó és videó az En Vogue, valamint az együttes Free Your Mind-ja volt, amelyet hét kategóriában jelöltek. A második legtöbbet jelölt előadó Peter Gabriel, az Aerosmith és a R.E.M. volt, őket hatszor jelölték. Peter Gabriel hat jelölése egyenlően oszlott meg a Digging in the Dirt és a Steam között. A R.E.M. együttesnek csak egy videóját, a Man on the Moon-t jelölték. Végül az Aerosmith Livin' on the Edge klipjét hatszor jelölték, köztük a Közönségdíjra, amelyet meg is kapott.

## Jelöltek
A győztesek félkövérrel vannak jelölve.

### Az év videója
- Aerosmith — Livin' on the Edge
- En Vogue — Free Your Mind
- Peter Gabriel — Digging in the Dirt
- Pearl Jam — Jeremy
- R.E.M. — Man on the Moon

### Legjobb férfi videó
- Peter Gabriel — Steam
- Lenny Kravitz — Are You Gonna Go My Way
- George Michael — Killer/Papa Was a Rollin' Stone
- Sting — If I Ever Lose My Faith in You

### Legjobb női videó
- Neneh Cherry — Buddy X
- Janet Jackson — That's the Way Love Goes
- k.d. lang — Constant Craving
- Annie Lennox — Walking on Broken Glass

### Legjobb csapatvideó
- Depeche Mode — I Feel You
- En Vogue — Free Your Mind
- Pearl Jam — Jeremy
- R.E.M. — Man on the Moon

### Legjobb új előadó egy videóban
- Tasmin Archer — Sleeping Satellite
- Belly — Feed the Tree
- Porno for Pyros — Pets
- Stone Temple Pilots — Plush

### Legjobb metal/hard rock videó
- Aerosmith — Livin' on the Edge
- Helmet — Unsung
- Nine Inch Nails — Wish
- Pearl Jam — Jeremy

### Legjobb R&B videó
- Mary J. Blige — Real Love
- Boyz II Men — End of the Road
- En Vogue — Free Your Mind
- Prince és a New Power Generation — 7

### Legjobb rap videó
- Arrested Development  — People Everyday
- Digable Planets — Rebirth of Slick (Cool Like Dat)
- Dr. Dre — Nuthin' but a 'G' Thang
- Naughty by Nature — Hip Hop Hooray

### Legjobb dance videó
- En Vogue — Free Your Mind
- Janet Jackson — That’s the Way Love Goes
- RuPaul — Supermodel
- Stereo MC's — Connected

### Legjobb alternatív zenei videó
- 4 Non Blondes — What's Up?
- Belly — Feed the Tree
- Nirvana — In Bloom
- Porno for Pyros — Pets
- Stone Temple Pilots — Plush

### Legjobb filmből összevágott videó
- Alice in Chains — Would? (a Facérok filmből)
- Arrested Development — Revolution (a Malcolm X filmből)
- Boy George — The Crying Game (a Síró játék filmből)
- Paul Westerberg — Dyslexic Heart (a Facérok filmből)

### Legnagyobb áttörés
- Aerosmith — Livin' on the Edge
- Terence Trent D'Arby — '
- Green Jellÿ — Three Little Pigs
- Los Lobos — Kiko and the Lavender Moon
- George Michael — Killer/Papa Was a Rollin' Stone
- Porno for Pyros — Pets

### Legjobb rendezés
- En Vogue — Free Your Mind (Rendező: Mark Romanek)
- Los Lobos — Kiko and the Lavender Moon (Rendező: Ondrej Rudavsky)
- Pearl Jam — Jeremy (Rendező: Mark Pellington)
- R.E.M. — Man on the Moon (Rendező: Peter Care)

### Legjobb koreográfia
- Mary J. Blige — Real Love (Koreográfus: Leslie Segar)
- En Vogue — Free Your Mind (Koreográfus: Frank Gatson, LaVelle Smith Jnr és Travis Payne)
- Janet Jackson — That's the Way Love Goes (Koreográfus: Tina Landon)
- Michael Jackson — Jam (Koreográfus: Barry Lather)

### Legjobb speciális effektek
- Aerosmith — Livin' on the Edge (Speciális effektek: Cream Cheese Productions)
- Terence Trent D'Arby — She Kissed Me (Speciális effektek: Michel Gondry)
- Peter Gabriel — Steam (Speciális effektek: Real World Productions és (Colossal) Pictures)
- Billy Idol — Shock to the System (Speciális effektek: Stan Winston)

### Legjobb művészi rendezés
- Aerosmith — Livin' on the Edge (Művészi rendezés: Vance Lorenzini)
- Faith No More — A Small Victory (Művészi rendezés: Tyler Smith)
- Lenny Kravitz — Are You Gonna Go My Way (Művészi rendezés: Nigel Phelps)
- k.d. lang — Constant Craving (Művészi rendezés: Tom Foden)
- Madonna — Rain (Művészi rendezés: Jan Peter Flack)
- R.E.M. — Man on the Moon (Művészi rendezés: Jan Peter Flack)
- Sting — If I Ever Lose My Faith in You (Művészi rendezés: Mike Grant)

### Legjobb vágás
- Tasmin Archer — Sleeping Satellite (Vágó: Jeff Panzer, Doug Kluthe és Evan Stone)
- Peter Gabriel — Steam (Vágó: Douglas Jines)
- Billy Idol — Shock to the System (Vágó: Jim Gable)
- R.E.M. — Man on the Moon (Vágó: Robert Duffy)

### Legjobb operatőr
- Duran Duran — Ordinary World (Operatőr: Martin Coppen)
- En Vogue — Free Your Mind (Operatőr: Thomas Kloss)
- k.d. lang — Constant Craving (Operatőr: Marc Reshovsky)
- Madonna — Rain (Operatőr: Harris Savides)
- Sting — If I Ever Lose My Faith in You (Operatőr: Ivan Bartos)

### Közönségdíj
- Aerosmith — Livin' on the Edge
- En Vogue — Free Your Mind
- Peter Gabriel — Digging in the Dirt
- Pearl Jam — Jeremy
- R.E.M. — Man on the Moon

### Nemzetközi közönségdíj

#### MTV Asia
- Beyond — The Great Wall
- Jerry Huang — The Love March
- Indus Creed — Pretty Child
- Mai — Sia-Jai-Dai-Yin-Mai
- Tang Dynasty — A Dream Return to Tang Dynasty

#### MTV Brasil
- Deborah Blando — Decadence Avec Elegance
- Capital Inicial — Kamikase
- Engenheiros do Hawaii — Parabólica
- Nenhum de Nós — Jornais
- Titãs — Será Que É Isso o Que Eu Necessito?

#### MTV Europe
- The Beloved — Sweet Harmony
- Björk — Human Behaviour
- Peter Gabriel — "Digging in the Dirt
- George Michael — Killer/Papa Was a Rollin' Stone
- Shakespears Sister — Hello

#### MTV Internacional
- Café Tacuba — María
- Juan Luis Guerra y 440 — El Costo de la Vida
- Luis Miguel — América
- Mecano — Una Rosa Es una Rosa

## Fellépők
- Madonna — Bye Bye Baby
- Lenny Kravitz (John Paul Jones-szal) — Are You Gonna Go My Way
- Sting — If I Ever Lose My Faith in You
- Soul Asylum, Peter Buck lés Victoria Williams — Runaway Train
- Aerosmith — Livin' on the Edge
- Naughty By Nature — Hip Hop Hooray
- R.E.M. — Everybody Hurts/Drive
- Spin Doctors — Two Princes
- Pearl Jam — Animal/Rockin' in the Free World (Neil Young-gal)
- The Edge — Numb
- Janet Jackson — That's the Way Love Goes/If

## Résztvevők
- Michael Richards — átadta a Legjobb alternatív zenei videó díjat
- Dr. Dre, Snoop Doggy Dogg és George Clinton — átadták a Legjobb R&B videó díjat
- Peter Gabriel és Natalie Merchant — átadták a Legjobb csapatvideó díjat
- Lyle Lovett és az Arrested Development — átadták a Legjobb új előadó díjat
- Shaquille O’Neal és Cindy Crawford — átadták a Legjobb dance videó díjat
- Martin Lawrence — átadta a Legjobb rap videó díjat
- Beavis and Butt-head — átadták a Legjobb metal/hard rock videó díjat
- Sophiya Haque (Asia), Simone Angel (Europe), Daisy Fuentes (Internacional) és Gastão Moreira (Brasil) — bejelentették a regiójuk közönségdíjának győzteseit
- Milton Berle és RuPaul — átadták a Közönségdíjat díjat
- Sharon Stone — átadta a Legjobb rendezés díjat
- Whoopi Goldberg — bejelentette a The Edge-t
- Keanu Reeves — átadta a Legjobb női videó és Legjobb férfi videó díjakat
- Tony Bennett és a Red Hot Chili Peppers (Anthony Kiedis és Flea) — átadták az Év videója díjat